# 梁新民
梁新民（1918年6月—2003年11月30日），又名梁允作、黄心平，福建南安人。1936年秋就学于漳州龙溪简易师范学校，参加了由彭冲等人领导的地下党外围组织——读书研究会，利用各种机会积极参加抗日救亡活动。1942年6月加入中国共产党。
1954年11月23日，《福建日报》正式公布中华人民共和国福建省人民代表大会的任命决定，由南安县副县长梁新民任金門縣人民政府縣長。大嶝區歸金門縣管轄，借駐南安縣政府大院辦公。但是由於金門縣其他縣域并没有被解放軍所攻克，一直為中華民國的實際管轄範圍。其后历任晋江专区侨务局长、晋江地区医师学校校长等职务，然而直至1970年金门县人民政府被撤销也未被免去金门县长一职。
2002年，中華民國金門縣議員許玉昭提議，聘請梁新民為金門縣政府縣政顧問，「以促進兩岸關係」。2003年11月30日病逝，享年86岁。他终生从未踏入过金门。